# Feldflur bei Hüttenberg und Schöffengrund
Feldflur bei Hüttenberg und Schöffengrund este o arie protejată (arie de protecție specială avifaunistică — SPA) din Germania întinsă pe o suprafață de 830,22 ha, integral pe uscat.

## Localizare
Centrul sitului Feldflur bei Hüttenberg und Schöffengrund este situat la coordonatele 50°29′28″N 8°30′39″E / 50.4911°N 8.5108°E.

## Înființare
Situl Feldflur bei Hüttenberg und Schöffengrund a fost declarat arie de protecție specială avifaunistică în noiembrie 2004 pentru a proteja 7 specii de animale.

## Biodiversitate
Situată în ecoregiunea continentală, aria protejată nu include niciun habitat protejat.
La baza desemnării sitului se află mai multe specii protejate de  păsări (7): fâsă-de-câmp (Anthus campestris), Charadrius morinellus, erete de stuf (Circus aeruginosus), erete vânăt (Circus cyaneus), Grus grus grus, ploier auriu (Pluvialis apricaria), nagâț (Vanellus vanellus).